# Sebastian Krajewski
Sebastian Krajewski (ur. 18 lutego 1975 w Warszawie) – polski kompozytor.

## Życiorys
Studiował u Włodzimierza Kotońskiego w Akademii Muzycznej im. Fryderyka Chopina w Warszawie (dyplom w 1999), następnie w Guildhall School of Music and Drama w Londynie u Matthew Kinga (dyplom w 2000).
Jest synem Seweryna Krajewskiego i Elżbiety Krajewskiej.

## Twórczość
Komponuje muzykę tonalną, często nawiązując do muzyki dawnej. Ma w swoim dorobku utwory kameralne, fortepianowe i wokalne. Pisze także muzykę filmową, teatralną oraz rozrywkową (piosenki).

## Wybrane kompozycje
(na podstawie materiału źródłowego)
- Z życia wędrownego czarodzieja na głos i zespół kam. (1995)
- Les nuits d'amour na flet, skrzypce i fortepian (1996)
- Terra Magica I: Lasy pod Zimnym Słońcem na ork. (1997)
- Suita morska na 2 głosy i zespół kam. (1998)
- Cztery mazurki na fort. (1999)
- Kwartet smyczkowy (2000)
- Four Poems of Rabindranath Tagore na głos i fort. (2000)
- Concerto grosso nr I na smyczki i b.c.(2000)
- Trzy pieśni do słów Bolesława Leśmiana na głos i fort. (2003)
- Sieben Fragmente aus Michael Ende na ork. (2004)
- Koncert na obój i smyczki (2005)
- Concerto grosso nr II na smyczki i b.c. (2005)
- Dwie Pieśni do słów Jacka Dehnela na głos i zespół instr. dawnych (2006)
- Dyptyk Polski do sł. Adama Zagajewskiego na głos i zespół instr. dawnych (2006)
- Missa Minima na głos i org. (2009)
- Souvenirs d’Ariège na fort. i ork. (2013)
- Cztery scenki z dawnych Chin na ork. smycz. (2014)
- Fin'amor, śpiewogra na głosy solowe, aktorów, chór i zespół instr. dawnych (2014)
- Stabat mater na głos i smyczki (2014)

## Dyskografia
2014 – Sebastian Krajewski: Concerti grossi, Oboe Concerto, Sieben Fragmente aus Michael Ende (DUX 1124)
2021 – Sebastian Krajewski: Niebo w kamieniu (Opus Series)